# Swaby (Royaume-Uni)
Pour les articles homonymes, voir Swaby.
Swaby est une paroisse civile et un village du Lincolnshire, en Angleterre.